# Индекс и бубањ
„Индекс и бубањ“ је југословенски филм из 1960. године. Режирала га је Мирјана Самарџић, а сценарио је писао Бранислав Ђуричић.

## Улоге
| Глумац             | Улога |
| ------------------ | ----- |
| Љубомир Дидић      |       |
| Милутин Мића Татић |       |